# 冲永荘一
冲永 荘一（おきなが しょういち、Dr. Shōichi Okinaga、1933年6月29日 - 2008年9月25日）は、日本の学校法人経営者、教育者、医学者（産婦人科学）。

## 来歴・人物
東京府渋谷町（現・東京都渋谷区）に財団法人帝京商業学校を創設した冲永荘兵衛の長男として1933年東京府荏原区（現・品川区）に生まれる。都立高等学校 (旧制)を経て1958年に東京大学医学部を卒業。
1963年に東京大学大学院医学系研究科博士課程を修了し医学博士号を取得、1966年に帝京大学を創設し学長・理事長に就任、1981年には同大学総長に就任し、2002年に総長を退任した。

## 評価
治療や研究を通じて人間の生命を救う事が出来る医学に志と使命感を持ち、教育理論より社会に直結した実学を重視した冲永荘一は、『医学は実学を象徴する学問である』との想いから東京大学医学部大学院在学時に博士論文において史上最年少（当時）で日本産科婦人科学会賞を受賞した。
1966年（昭和41年）に「努力をすべての基とし偏見を排し、幅広い知識を身につけ、国際的視野に立って判断ができ、実学を通して創造力および人間味豊かな専門性ある人材の養成を目的とする」を建学の精神として帝京大学を創設し、学長・理事長に就任、1981年には同大学総長に就任した。晩年は、国内の医学の発展に寄与するため専門である産婦人科学の学術研究や論文発表、および帝京大学医真菌研究センターにおいて真菌症の研究に尽力した。

## 著書

### 単著
- 『ひたすらの道―私と帝京の半世紀』帝京大学出版会、1979年
- 『生理学講義』八千代出版、1993年
- 『誰がために何を学ぶか―「知性」と「個性」と「国際性」の時代を生きる』ＩＮ通信社、1999年